# مرگ ناصر حجازی
ناصر حجازی در ۳۰ اردیبهشت ۱۳۹۰ در حین تماشای دیدار تیم فوتبال استقلال مقابل پاس همدان در روز آخر لیگ برتر به‌دلیل وخامت حالش به کما رفت و در حالی که از بیماری سرطان ریه رنج می‌برد، در تاریخ ۲ خرداد ۱۳۹۰، ساعت ۱۰:۵۵ صبح، در بیمارستان کسری در تهران درگذشت.

ناصر حجازی در طول ۱۸ ماه بیماری هیچ‌گونه کمک دولتی را قبول نکرد. او دربارهٔ بیماریش و حضور مسئولان دولتی در کنار خود در بیمارستان گفته بود: «خیلی از مسئولان آمدند. من احتیاجی به کمک آن‌ها نداشتم. آن‌ها عددی نیستند که بخواهند به من کمک کنند، در اندازهٔ این حرف‌ها نیستند که بخواهند به ناصر حجازی کمک کنند.»

## مراسم تشییع
مراسم تشییع جنازه ناصر حجازی ابتدا قرار بود در سه‌شنبه ۳ خرداد ۱۳۹۰ برگزار شود که با درخواست‌های اهالی ورزش و فوتبال و هواداران او به دلیل اینکه عدهٔ بیشتری بتوانند در این مراسم شرکت کنند به چهارشنبه ۴ خرداد موکول شد. همچنین قرار بر این بود که ناصر حجازی در ورزشگاه شیرودی تشییع شود که با مخالفت شورای تأمین روبرو شد و مراسم تشییع به ورزشگاه آزادی انتقال یافت

## واکنش‌ها به مرگ ناصر حجازی

تیتر روزنامه گل، ۳ خرداد ۱۳۹۰

### جامعه ورزش
- کنگره فیفا، سپ بلاتر در نشست ژوئن ۲۰۱۱ نام کسانی را برد که در سال گذشته از خانواده فوتبال درگذشته‌اند و در این میان نام ناصر حجازی هم از ایران مطرح شد و بلاتر با صحبت دربارهٔ ناصر حجازی به احترامش یک دقیقه سکوت در کنگره اعلام کرد.[۹]
- سایت فیفا در گزارش اختصاصی:هفته اخیر، هفته‌ای بود که در آن مردی که با واکنش‌های ماورای صوت خود ایران را به دو قهرمانی جام ملت‌های آسیا در روزهای اوج آن تیم در دهه ۱۹۷۰ رسانده بود، مردی که منچستریونایتد برای به خدمت گرفتن او تمایل داشت، مردی که دومین دروازه‌بان برتر آسیا در قرن بیستم شناخته شد و مهم‌تر از همه مردی که در طول ۶۱ سال زندگی‌اش متواضع، صادق و فروتن ماند، از میان دوستدارانش رفت. و دست آخر این آخرین حضور او در فوتبال بود و ورزش تا آخرین لحظه‌ها در کنار او ماند. در واقع هنگامی که او روز جمعه به کما رفت، در حال تماشای بازی استقلال و پاس همدان از تلویزیون بود.[۱۰]
- سپ بلاتر رئیس فیفا با ارسال نامه‌ای به علی کفاشیان ابراز تاسف نموده و به طرفداران ناصر حجازی تسلیت گفته‌است.[۱۱]
- کارلوس کی‌روش، سرمربی تیم ملی فوتبال ایران: «امروز، روز غمگینی برای فوتبال ایران است. درگذشت یکی از بزرگ‌ترین بازیکنان فوتبال ایران را تسلیت می‌گویم. به دلیل درگذشت حجازی تمرین را با یک دقیقه سکوت آغاز کردیم».[۱۲]
- حشمت مهاجرانی، سرمربی سابق تیم ملی فوتبال ایران: «من با ناصر زندگی کردم. او یکی از مفاخر فوتبال ایران است».[۱۳]
- باشگاه فرهنگی ورزشی پرسپولیس: «فقدان اسطوره فوتبال ایران غم بزرگی را در دل خانواده ورزش به جای گذاشت. باشگاه فرهنگی ورزشی پیروزی (پرسپولیس) به همین مناسبت درگذشت دروازه‌بان اسبق تیم ملی و استقلال را به جامعه ورزش کشور و خانواده حجازی تسلیت گفته، از درگاه خداوند متعال برای آن مرحوم مغفرت الهی و برای خانواده گرانقدر ایشان آرزوی صبر می‌نماید.»
- باشگاه ماشین‌سازی تبریز: «این مرد بزرگ در فوتبال تبریز نیز نقش مؤثری را ایفا کرده و در دو سال مربیگری خود در باشگاه ماشین‌سازی تبریز این تیم را به یکی از قطب‌های ایران مبدل کرده بود.»[۱۴]
- حبیب کاشانی سرپرست تیم فوتبال پرسپولیس: «خبر فراق جانسوز درگذشت ناصر حجازی دروازه‌بان اسبق تیم ملی و استقلال بر ما نیز گران آمد و فقدان ایشان ضایعه بزرگی برای جامعه ورزش کشور خواهد بود. بدینوسیله ضمن عرض تسلیت به جامعه ورزش کشور، از درگاه خداوند سبحان برای آن مرحوم مغفرت الهی و برای خانواده محترم شان صبر و شکیبایی مسئلت می‌نمایم. روحش شاد و یادش گرامی باد.»[۱۵]
- افشین قطبی سرمربی سابق تیم ملی فوتبال ایران: «از درگذشت ناصر حجازی بسیار متاسفم و با خانواده‌اش ابراز همدردی می‌کنم. حجازی اسطوره ورزش ایران و یکی از الگوها و اخلاق ورزشی‌ام در دوران کودکی بود. متاسفم که او فوت کرد و همه ما را تنها گذاشت. امیدوارم قدر پیشکسوتان را بیشتر بدانیم و تا زمانی که زنده‌اند برایشان ارج و منزلت قائل شویم».[۱۶]
- علی دایی، سرمربی تیم پرسپولیس و کاپیتان سابق تیم ملی فوتبال ایران: «ناصر حجازی به گردن من حق دارد و من خودم را مدیون او می‌دانم. وقتی کسی علی دایی را نمی‌شناخت، ناصر حجازی مرا کشف کرد».[۱۷]
- علیرضا منصوریان، بازیکن سابق تیم فوتبال استقلال و تیم ملی فوتبال ایران: «من شاگرد مرحوم حجازی بودم و درگذشت این پیش‌کسوت بزرگ فوتبال ایران را باور نمی‌کنم. او محبوب مردم بود و در دل مردم جا داشت و امروز همه ورزش دوستان در فقدان چنین مرد بزرگی داغدار هستند».
- علی کریمی، بازیکن تیم فوتبال شالکه ۰۴ و کاپیتان سابق تیم ملی فوتبال ایران: «اصلاً دوست ندارم فقدان ناصرخان حجازی را باور کنم».[۱۸]
- رحمان رضایی، بازیکن پیشین تیم ملی فوتبال ایران: «ناصر حجازی شخصیتی منحصربه‌فرد، چه از لحاظ شخصیتی، چه از لحاظ ورزشی و چه از لحاظ علمی بود».[۱۹]
- کریم باقری، کاپیتان سابق تیم ملی فوتبال ایران:نمی‌دانم چرا تا زمانی که اسطوره‌ها و پیشکسوتان زنده هستند به فکرشان نیستیم؟ عزاداری مردم ایران و حضور در این مراسم نشان داد که امثال حجازی‌ها زنده هستند و هرگز نام آن‌ها از یاد مردم پاک نخواهد شد.
- علی کفاشیان رئیس فدراسیون فوتبال ایران:مردم نه تنها در زمین بازی بلکه در زمان مرگ نیز با اسطوره‌های خود هستند. این موضوع برای ما درس باشد و تلاش کنیم تا برای مردم بیشتر کار کنیم.[۲۰]
- عادل فردوسی‌پور مجری برنامه نود در مراسم تشییع پیکر ناصر حجازی در استادیوم آزادی: «ما استاد چنین کارهایی هستیم، وقتی کسی مرحوم می‌شود برای ما عزیز می‌شود، باید زمانی که آنها زنده هستند قدرشان را بدانیم. جمعیت بسیار زیادی برای بدرقه ناصر حجازی به ورزشگاه آزادی آمده‌اند که همه آنها مشکی‌پوش هستند. به نظر من حیف بود و حجازی زود از میان ما رفت.»[۲۱]

### سیاست‌مداران
- رضا پهلوی، فرزند محمد رضا پهلوی: «از دریافت خبر درگذشت شادروان ناصر حجازی بی‌نهایت متأثر شدم. به یاد خاطرات شیرینی از جوانی خود می‌افتم که ناصر حجازی، هم‌راه با دیگر اعضای تیم ملی فوتبال ایران، گاهی به میدان فوتبال سعدآباد می‌آمدند و با هم تمرین فوتبال می‌کردیم. به عنوان یک دوستدار فوتبال، به خانوادهٔ وی، به هم‌بازی‌های ناصر و جامعهٔ ورزشکاران ایران، تسلیت می‌گویم».[۲۲]
- محمود احمدی‌نژاد، رئیس‌جمهور وقت ایران: «آن مرحوم، اسطوره فوتبال ایران و از مردان نیک‌نام و خوش‌اخلاق ورزش کشور بود که خدمات ماندگاری برای ورزش ملی انجام داد و بی‌تردید در قلب ملت ایران جاودانه خواهد ماند».[۲۳]
- علی لاریجانی، رئیس مجلس شورای اسلامی: «ناصر حجازی یکی از پر افتخارترین چهره‌های ورزشی کشور بود».[۲۴]
- هاشمی رفسنجانی رئیس مجمع تشخیص مصلحت نظام: «خبر درگذشت آقای ناصر حجازی موجب تأسف و تأثر خاطر گردید. مصیبت وارده را به جامعه ورزشی ایران به‌ویژه خانواده آن مرحوم تسلیت، می‌گویم».[۲۵]
- محمدرضا رحیمی، معاون اول ریاست جمهوری: «درگذشت ورزشکاری برجسته و پیشکسوت مرحوم ناصر حجازی که سال هادر میادین ورزشی برای کشور افتخار آفرید موجب تاسف و تأثر شد».[۲۶]
- رامین مهمان‌پرست سخنگوی وزارت امور خارجه ایران، در نشست خبری خود در روز سوم خرداد درگذشت ناصر حجازی را تسلیت گفت.[۲۷]
- سید محمد خاتمی، رئیس‌جمهور سابق ایران، با انتشار پیام تسلیتی گفت: «ناصر حجازی نه فقط در عرصه فوتبال، که در ساحت جوانمردی و انسانیت نامی ماندگار است و یادش همواره زنده خواهد ماند.»[۲۸]

### برنامه نود
- در برنامه نود (۲ خرداد ۱۳۹۰) یک مسابقه پیامک پس از درگذشت حجازی برگزار شد و بر اساس آن شرکت‌کنندگان در مسابقه با فرستادن عدد ۱ یاد حجازی را گرامی داشتند. به این برنامه بیش از چهار و نیم میلیون پیامک رسید. این تعداد پیامک یک رکورد جدید از لحاظ ارسال اس‌ام‌اس در یک برنامه تلویزیونی در ایران می‌باشد.[۲۹] همچنین در تاریخ ۱۵ فرودین ۱۳۹۱ درگذشت ناصر حجازی مهم‌ترین اتفاق فوتبالی سال ۹۰ از سوی بینندگان اعلام شد.[۳۰][۳۱][۳۲]

### هنرمندان
- ابراهیم حامدی (ابی)، خواننده ایرانی: «امروز با اینکه ساعتی از شنیدن این خبر جانگداز می‌گذرد، من همچنان در ناباوری به سر می‌برم. یاد عقاب بلند پرواز فوتبال ایران، همیشه در قلب ملت‌مان جاوید خواهد ماند.»[۳۳]
- جمشید مشایخی، بازیگر باسابقه سینما: «حجازی همیشه برای من زنده‌است. یکی از بزرگانی بود که بزرگی‌اش را به امضای مردم رساند. من عاشق او بودم چون رک حرف می‌زد و چاپلوس هم نبود.»[۳۴]
- مرتضی پاشایی مرتضی پاشایی به مناسبت چهلم ناصر حجازی آهنگی به نام تو رفتی یا برای ناصر خواند.